# Spoorlijn München - Garmisch-Partenkirchen
De spoorlijn München - Garmisch-Partenkirchen is een Duitse spoorlijn als lijn 5504 onder beheer van DB Netze.

## Geschiedenis

### Aanleg tot Starnberg
Het traject tussen München-Starnberger Bahnhof en Bahnhof München-Pasing werd door de Königlich Bayerische Staats-Eisenbahnen op 21 mei 1854 geopend.
Het traject van de München-Augsburger Eisenbahn-Gesellschaft werd op 16 juli 1854 naar Mühlthal en op 16 september 1854 naar Starnberg met een tweede spoor uitgebreid.
Op 1 januari 1862 werd het traject van de München-Augsburger Eisenbahn-Gesellschaft overgenomen door de Königlich Bayerische Staats-Eisenbahnen.

### München-Peißenberger Bahn
De bouw van het traject tussen Starnberg en Tutzing werd door de München-Peißenberger Bahn, een consortium op 1 juli 1865 geopend. Het traject tussen Tutzing over Weilheim in Oberbayern naar Peißenberg aan de Pfaffenwinkelbahn werd op 1 februari 1866 geopend.

### Vizinalbahn Weilheim–Murnau
Op 8 mei 1874 werd de Vizinalbahn Weilheim–Murnau opgericht door de Murnause Rijksdagafgevaardigde Emmeran Kottmüller.
Het traject tussen Weilheim in Oberbayern en Murnau werd op 15 mei 1879 geopend. In 1898 werd de lokale lijn omgebouwd tot hoofdspoorlijn.

### Murnau–Garmisch-Partenkirchen
De Lokalbahn Aktien-Gesellschaft (LAG) kreeg op 23 september 1888 de concessie voor de aanleg van het traject tussen Murnau en Partenkirchen. Het traject werd op 25 juli 1889 naar Garmisch-Partenkirchen geopend.
Het station in de gemeente Partenkirchen heeft altijd de naam Garmisch-Partenkirchen gedragen. Pas rond 1900 werd doorgaand treinverkeer tussen München en Garmisch-Partenkirchen mogelijk.

## Treindiensten

### DRG

#### rijtuigen
De DRG liet in 1928 speciale lichte rijtuigen voor de Karwendelbahn bouwen. In 1932 werden er voor de Olympische Winterspelen van 1936 nog een aantal nabesteld.

### Deutsche Bahn
De Deutsche Bahn verzorgt het personenvervoer op dit traject met RB-treinen. Daarnaast rijdt er in het weekend een ICE tussen Berlijn en Innsbruck over de spoorlijn met een stop in Garmisch-Partenkirchen en in Mittenwald.

### S-Bahn
De S-Bahn, meestal de afkorting voor Stadtschnellbahn, soms ook voor Schnellbahn, is een in Duitsland ontstaan (elektrisch) treinconcept, welke het midden houdt tussen de Regionalbahn en de Stadtbahn. De S-Bahn maakt meestal gebruik van de normale spoorwegen om grote steden te verbinden met andere grote steden of forensengemeenten. De treinen rijden volgens een vaste dienstregeling met een redelijk hoge frequentie.

## Aansluitingen
In de volgende plaatsen was of is er een aansluiting van de volgende spoorwegmaatschappijen:

### München Hbf
- Maximiliansbahn, spoorlijn tussen Ulm en München
- Allgäubahn, spoorlijn tussen Buchloe en Lindau
- Isartalbahn spoorlijn tussen München-Isartalbahnhof (gelegen in Sendling) en Bichl
- München-Pasing - Herrsching, spoorlijn tussen München-Pasing en Herrsching
- München - Nürnberg, spoorlijn tussen München en Nürnberg
- München - Regensburg, spoorlijn tussen München en Regensburg
- München - Mühldorf, spoorlijn tussen München en Mühldorf
- München - Rosenheim, spoorlijn tussen München en Rosenheim
- München - Lenggries, spoorlijn tussen München en Lenggries
- Münchner Nordring, goederen spoorlijn aan de noordzijde van München
- U-Bahn München, (MVG) metro München
- Straßenbahn München, (MVG) stadstram

### Tutzing
- Kochelseebahn spoorlijn tussen Tutzing en Kochel am See

### Weilheim in Oberbayern
- Ammerseebahn spoorlijn tussen Mering bij Augsburg en Weilheim
- Pfaffenwinkelbahn spoorlijn tussen Weilheim en Schongau

### Murnau
- Ammergaubahn spoorlijn tussen Murnau en Oberammergau

### Garmisch-Partenkirchen
- Mittenwaldbahn spoorlijn tussen Innsbruck en Garmisch-Partenkirchen
- Außerfernbahn spoorlijn tussen Garmisch-Partenkirchen en Kempten (Allgäu)
- Bayerische Zugspitzbahn smalspoor bergspoorlijn naar de Bayerische Zugspitz

## Elektrische tractie
Het traject werd in fases geëlektrificeerd met een spanning van 15.000 volt 16⅔ Hz wisselstroom.
- 3 december 1924: Garmisch-Partenkirchen - Murnau
- 20 februari 1925: München - Murnau

Vanaf 23 februari 1925 werd doorgaand treinverkeer met elektrische tractie mogelijk.